# Лапонска муљача
Лапонска муљача (лат. Limosa lapponica) је велика и снажна миграторна шљукарица из породице Scolopacidae, која се храни многочекињастим црвима и шкољкама на приобалним муљевитим равницама и естуаријима . Има препознатљиво црвено перјеу току сезоне парења, дуге ноге и дугачак, подигнут кљун. Лапонске муљаче се размножавају на арктичким обалама и тундри од Скандинавије до Аљаске, а зимују на обалама умерених и тропских региона Аустралије и Новог Зеланда. Миграција подврсте Limosa lapponica baueri преко Тихог океана од Аљаске до Новог Зеланда је најдужи познати непрекидни лет било које птице, а такође и најдуже путовање без заустављања ради храњења било које животиње. Миграција у оба смера за ову подврсту је преко 29.000 км.

## Таксономија
Лапонску муљачу је формално описао шведски природњак Карл фон Лине 1758. године у десетом издању своје „Systema Naturae“ под биномним називом Scolopax limosa. Сада се сврстава са још четири муљаче у род Limosa који је увео француски зоолог Матирен Жак Брисон 1760. године. Име рода Limosa потиче из латинског и значи „блатњав“, од речи limus, „блато“, што се односи на његово преферирано станиште. Специфично име lapponica односи се на Лапонију.
Енглески термин „godwit“ први пут је забележен 1416–17. године и можда је имитација птичјег зове или је изведен из староенглеског израза „god whit“, што значи „добро створење“, можда се односећи на његове прехрамбене квалитете. Његово енглеско име је преузето од црно-белог пругастог репа и надрепка код ове врсте.
Препознате су две политипске подврсте, а свака се садржи од по три подврсте:
Limosa lapponica [lapponica Group]:
- Limosa lapponica lapponica ( Лине, 1758) – гнезди се од северне Скандинавије источно до полуострва Јамал; зимује на западним обалама Европе и Африке од Британских острва и Холандије јужно до Јужне Африке, а такође и око Персијског залива. Најмања подврста, мужјаци до 360 гр, женке до 450 гр.
- Limosa lapponica yamalensis (Bom et al. 2021) – гнезди се у северозападном Сибиру, укључујући полуострво Јамал и доњи ток реке Об ; зимује у Оману од истока до западне Индије, и вероватно на обали источне Африке, можда јужно до Јужно афричке републике.
- Limosa lapponica taymyrensis (Engelmoer & Roselaar, 1998) – гнезди се у централном северном Сибиру од долине доњег тока реке Јенисеј на истоку до долине доњег тока реке Анабар; зимује на обали западне Африке
- Limosa lapponica [baueri Group]:
- Limosa lapponica menzbieri (Portenko, 1936) – гнезди се у североисточној Азији од реке Анабар на истоку до делте реке Колиме; зимује у југоисточној Азији и северозападној Аустралији
- Limosa lapponica anadyrensis (Engelmoer & Roselaar, 1998) - гнезди се у источном Сибиру (Чукотска и Анадирска низија); зимује у Аустралији, вероватно и на Новом Зеланду
- Limosa lapponica baueri – (Naumann, 1836) – гнезди се у североисточном Сибиру до северне и западне Аљаске; зимује у Кини и Аустралазији. Највећа подврста. Поједини извори у ову подврсту укључују и Limosa lapponica anadyrensis.[9] Популација је мања од 150.000 птица, од којих се 75.000 налази на Новом Зеланду (McCaffery and Gill, 2001).

## Опис
Лапонска муљача је врста муљача са релативно кратким ногама. Дужина од кљуна до репа је 37–39 цм, са распоном крила од 70-80 цм . Мужјаци су у просеку мањи од женки, али са доста преклапања; мужјаци теже 190-400 гр, док су женке теже и имају 260-630 гр; постоје и неке регионалне варијације у величини (видети подврсте, испод). Одрасла птица има плаво-сиве ноге и дуг, сужен, благо подигнут двобојни кљун: ружичаст у основи и црн према врху. Врат, груди и стомак су боје цигла црвене у перју за размножавање, а тамносмеђи одозго. Перје женки које се паре је много тамније од мужјака, са стомаком боје кестена до боје цимета. Перје за размножавање није у потпуности видљиво до треће године, а постоје три различите старосне групе; током своје прве миграције на север, незрели мужјаци су приметно блеђе боје од зрелијих мужјака. Птице које се не гнезде, а виђене су на јужној хемисфери, су једноставне сиво-смеђе боје са тамнијим перјем, што им даје пругастији изглед, а испод су беличасте. Млади су слични одраслима који се не размножавају, али су генерално жућкастији са пругастим перјем на боковима и грудима.
Лапонске муљаче који се гнезде на Аљасци имају веће величине тела од севера ка југу, али овај тренд није очигледан на њиховим зимовалиштима на Новом Зеланду; птице различитих величина се слободно мешају.
Limosa lapponica се разликује од муљаче (Limosa limosa) по црно-белом пругастом (а не потпуно црном) репу и недостатку белих пруга на крилима. Најсличнија врста је азијска шљуколика (Limnodromus semipalmatus).

## Распрострањеност и миграција
Већ неко време је било евидентно да птице селице могу да прелете удаљености и до 5.000 км без заустављања. Све лапонске муљаче проводе лето на северној хемисфери на Арктику, где се размножавају, а зими мигрирају на велике удаљености на југ у умеренија подручја. Подврста Limosa lapponica lapponica прави најкраћу миграцију, неке само до Северног мора, док друге путују чак и до Индије. Лапонске муљаче који се гнезде на Аљасци (Limosa lapponica baueri) путују све до Аустралије и Новог Зеланда. Оне предузимају најдуже непрекидне миграције од свих птица, а за енергију носе највеће количине масти од свих птица селица које су до сада проучаване, смањујући величину својих органа за варење да би то учиниле.
Limosa lapponica baueri се размножава на Аљасци, а зимује у источној Аустралији и Новом Зеланду. Limosa lapponica menzbieri се гнезди у Сибиру и мигрира у северну и западну Аустралију. Птице које се гнезде у Сибиру прате обалу Азије ка северу и југу, али оне које се гнезде на Аљасци мигрирају директно преко Пацифика до Аустралазије 11.000 км далеко. Да би се пратио повратак, седам птица на Новом Зеланду је означено хируршки имплантираним предајницима и праћено сателитом до Жутог мора у Кини, на удаљености од 9.575 км; стварна путања коју је прелетела једна птица била је 11.026 км, што је трајало девет дана. Изгледа да су најмање још три лапонске муљаче стигле до Жутог мора након нон.стоп летова из Новог Зеланда.
Једна женка из јата, названа „Е7“, одлетела је из Кине на Аљаску и остала тамо током сезоне парења. Затим је у августу 2007. године одлетела на осмодневни нон-стоп лет из западне Аљаске до реке Пијако близу Темзе, на Новом Зеланду, поставивши нови познати рекорд лета од 11.680 км . Ова женка Limosa lapponica baueri прешла је 29.280 км у оба смера, што је трајало 174 дана, уз 20 дана лета. Године 2021, мужјак лапонске муљаче, 4BBRW, поставио је нови рекорд у непрекидном миграционом лету са 13.035 км, лет од Аљаске, САД до Новог Јужног Велса, Аустралија. Иста птица је држала претходни рекорд 2020. године. Године 2022, лапонска муљача број 234684 напустила је Аљаску 13. октобра и без престанка летела до Тасманије, што је први пут да је означена птица прелетела ову руту. Летео је најмање 13.560 км за 11 дана и 1 сат: рекордна удаљеност без заустављања.
Да би превазишле тако дуга путовања, птице врсте Limosa lapponica baueri на Новом Зеланду таложе много више масти за своју величину тела него друге подврсте, што им омогућава да лете 6.000 км до 8.600 км. Обе аустралазијске подврсте крећу се на север ка својим местима за размножавање дуж обале Азије, до приобалног мочварног подручја Јалу Ђијанг у северном Жутом мору, најважнијег места за окупљање муљача и азијских великих спрутки (Calidris tenuirostris) током њихове миграције на север. Птице врсте Limosa lapponica baueri су се одмарале око 41 дан пре него што су наставиле приближно 7.000 км даље до Аљаске. Limosa lapponica menzbieri је у просеку проводила 38 дана у региону Жутог мора и прелетела додатних 4.100 км до високог арктичког дела Русије.
Птице ће често рано полетети са Новог Зеланда ако дувају повољни ветрови; чини се да су у стању да предвиде временске обрасце који ће им помоћи на целој миграционој рути. Птице које су се гнездиле на југу Аљаске биле су веће и најраније су напустиле Нови Зеланд; овај образац се поновио шест месеци касније, при чему су птице напуштале Аљаску истим редоследом којим су стигле и у истом распону дана. Птице на југу Новог Зеланда одлетеле су у просеку 9–11 дана раније него птице на севернијим стаништима. Лапонске муљаче стижу у делту Јукон-Кускоквим на Аљасци у два таласа; локална јата почетком маја, а већа јата у трећој недељи маја на путу ка местима за гнежђење даље на северу.

## Понашање и екологија

### Гнежђење
Лапонска муљача је мигрант која се зимује у Аустралији и Новом Зеланду. Птице први пут одлазе на своја места за размножавање на северној хемисфери у доби од 2 до 4 године. Размножавање се одвија сваке године у Скандинавији, северној Азији и Аљасци. Гнездо је плитко удубљење у маховини, понекад обложена вегетацијом. Гнездо има од 2 до 5, у просеку четири јаја. Оба пола деле инкубацију јаја 20 до 21 дан, мужјак током дана, а женка ноћу. Млади добијају комплетно перје када имају око 28 дана. Први пут се размножавају када напуне 2 године. Најраније гнежђење јаја може почети средином маја на обали делте Јукон-Кускоквим. Никада нема два легла одједном, али поједине птице могу заменити прво легло. Место за гнежђење је променљиво у избору где постоји благо уздигнут гребен сувљи од околне вегетације. Локалитет је често добро скривен стојећом вегетацијом и налази се близу или између бусенова траве. Изградњу гнезда обављају оба родитеља, а облога се додаје гнезду током полагања јаја. Облик јаја је шиљато-овални до крушичасти и субкрушичасти до јајасто-крушичасти, а обично су каснија јаја издужено јајаста.

### Исхрана и храњење
Њихов главни извор хране у мочварама су чекињасти црви (до 70%), допуњени малим шкољкама и раковима. На влажним пашњацима, лапонске муљаче једу бескичмењаке. На главном месту за окупљање у северном Жутом мору, они настављају да лове полихете, али већину хране су им шкољке Potamocorbula laevis, које углавном гутају целе. Сексуални диморфизам такође доводи до разлика у понашању у потрази за храном, што омогућава ефикаснију експлоатацију хране.
Мужјаци лапонских муљача су мањи од женки и имају краће кљунове. У студији на естуару Манавату, птице са кратким кљуном (мужјаци) храниле су се углавном малим површинским пленом попут пужева Potamopyrgus, од којих је половина била специјалиста за пужеве, док су женке конзумирале дубље закопани плен попут црва; птице су такође показивале неке индивидуалне преференције у исхрани.
Познато је да активно траже храну дању и ноћу. Они ће бирати храну на површини док ходају или ће тражити храну у замршеној вегетацији убацујући и увијајући кљунове. У Европи, женке имају тенденцију да се хране у дубљој води него мужјаци. Мужјаци који се хране у дубљој води су мање успешни од мужјака који се хране у близини обале. У међувремену, женке су успешне на обе локације. Птице које лове у јатима имају већи плен који хватају него птице које лове саме. Јединке такође хватају мање плена када дође до пада температуре околине, што успорава активност плена. Степен активности храњења зависи од плиме, времена, годишњег доба и понашања плена. На Новом Зеланду, женка Limosa lapponica baueri има стопу испитивања од 26,5 покушаја у периоду од 4 минута, што је 1,6 пута више него код мужјака, али је примећено да је успех исхране сличан код оба пола. Техника тапкања се сматра кориснијом код мужјака него код женки.

### Сексуално и антагонистичко понашање
Током сезоне парења, птице водених станишта, попут лапонске муљаче, показиваће упадљиве радње попут лета са песмом, удварања, копулације и антагонистичког понашања. Могу да произведу 9 различитих вокализација са растућом и опадајућом фреквенцијом, што је углавном понављање основног тоналног елемента од 0,15-0,2 с. Неке вокализације имају више функција, а нека оглашавања се користе у истом контексту који се обично јавља код других птица водених станишта. Најчешћи летови са песмом који су изводили су церемонијални летови. Церемонијалне летове несразмерно обављају мужјаци, а функција је углавном хетеросексуална. Није утврђено да лет једног мужјака изазива церемонијални лет код суседних мужјака. Постоје 4 фазе у церемонијалним летовима: (1) успон, (2) шепајући лет, (3) клизање и (4) спуштање ради привлачења женки.
Постоје 3 категорије у церемонијалним летовима: (А) Права линија, (Б) извођење 1 или више кругова, (Ц) широки кругови. Такође је познато да је церемонијални лет сличан лету муљаче. Недостаје им лет који одговара превртању, а шепајући лет није тако неправилан као муљаче. Главна сврха овог лета је да се женкама саопшти да се још нису парили. Њихово понашање у територијалној одбрани је највероватније ограничено на агресију мужјака против мужјака на земљи, а друге врсте муљача такође не показују висок ниво територијалности. Удаљеност агресивне реакције је обично мања од 2 м. Лапонска муљача не показује „преврћући лет“ који муљача показује након фазе узласка, а његов шепајући лет је много уређенији и мање хаотичан него код муљаче. Веома упадљив шепајући лет са песмом у церемонијалном лету потенцијално може дати сигналну вредност при окретном полетању током успона, понирању и одвајању од првимарних пера током спуштања и високо уздигнутим крилима након слетања. Највероватније је да сигнализација са велике удаљености буде усмерена само ка оближњем партнеру.
Још један уобичајени лет који се јавља код ове врсте је лет у потеру који покреће упарена женка. Мужјаци ће их одмах пратити. Понекад се може придружити још један мужјак ако се још није парио. Агресивно понашање и понашање удварања не би требало да буду слични осталом агресивном понашању. Током удварања, имају тенденцију да благо усмере кљун нагоре, уз подизање репа, док током агресије усмеравају кљун надоле у нормалном положају репа. Уобичајено је подизање репа у овој породици. Понашање стругања гнезда се такође показује набораним леђним перјем.

### Понашање приликом миграције
Иако непосредна одредишта и дужине лета ове врсте нису јасни, потенцијална одредишта укључују Жуто море, Кину и Кореју (39°45′ северне ширине, 124°30′ источне географске дужине; 9.600 км) од Карпентаријског залива, Аустралија (17°38′ јужне географске ширине, 140°06′ истичне географске дужине; 3.800 км). Познато је да мочварне птице углавном користе масти за гориво на својим дугим летовима који понекад прелазе и 10.000 км до 29.000 км, а такође и катаболизујући немасно ткиво из њихових органа. Сматра се да полни диморфизам такође доприноси томе да имају различито таложење горива. Типично оптерећење мастима код птица водених станишта је 35%-40% њихове телесне масе. Млади мужјаци који мигрирају из Јужне Аљаске имају највеће оптерећење мастима, али не можемо то закључити за све лапонске муљаче које мигрирају са истог места за размножавање, јер младунци још увек расту и имају мањесу од одраслих. Утврђено је да су женке лапонских муљача најтеже због своје величине у односу на мужјака, а садржај масти је такође висок, од 197 до 280 гр.
У поређењу величине подврсте са Limosa lapponica taymyrensis која је упоредно мања од подврсте Limosa lapponica baueri. Познато је да потоњи таложе 75-85 г више масти за своју величину. Генерално, веће лапоснке муљаче имају веће трошкове лета, што објашњава разлику у укупној потрошњи. Мање подврсте би показале ниже трошкове путовања са и без помоћи ветра. Предвиђа се да ће подврста Limosa lapponica baueri прећи већу удаљеност од Limosa lapponica taymyrensis у распону од 8.200 до 8.600. км уз помоћ ветра, и 6.000 до 6.300 км без помоћи ветра. Те дужине лета су довољне да омогуће појединцима из северног Новог Зеланда потенцијално да стигну до Јапана или Јужне Кореје. Новозеландским лапонским муљачама би била потребна помоћ ветра упоредива са Limosa lapponica taymyrensis, европским птицама, или би европска птица морала да задржи значајне количине масти након миграције како би већи домет лета био могућ. Ова врста је у стању да „јаше“ кроз системе високог притиска изнад Тасманског мора током првог дела своје миграције са Новог Зеланда, па је стога највероватније да ће добити помоћ ветра у Аустралији.
Понекад током миграције ка југу, направиће нека заустављања на различитим местима за одмор ако је вероватно да ће им одредиште бити северније од Аустралије или Папуе Нове Гвинеје и Иријан Џаје. Ови дуги летови могу укључивати дуге периоде пуњења горивом пре и током миграције. Ово захтева коришћење мреже локација лета. Одмараће се, митариће се и снабдевати се горивом за преосталу удаљеност. Limosa lapponica baueri су веома конзервативне у коришћењу места за успутну употребу горива и већина њих се зауставила само у једној или две земље током миграције ка северу. Током миграције ка југу, неки од њих ће се зауставити на неколико острва у југозападном Тихом океану. Претпоставља се да су ове измењене руте адаптивне реакције на ризике наставка летења изнад отворених океана када је ветар неповољан. Ова миграциона стратегија аустралазијских лапонских муљача је илустрована њиховим изузетним путовањима, која прелазе хемисфере и обухватају 10.000 км, и њихово ослањање на неколико места за пуњење горивом. Ови екстремни летови такође зависе од присуства и продуктивности ових места за успутну обуку.

## Статус
Статус лапонске муљаче је скоро угрожен таксон, а популација опада. Мање птица користи естуаре источне Африке од 1979. године, а од 1930. године примећен је стални пад броја око полуострва Кола у Сибиру. Процењује се да глобална популација броји 1.099.000–1.149.000 јединки.
Стопе преживљавања одраслих јединки и Limosa lapponica bauri и Limosa lapponica menzbieri смањиле су се између 2005. и 2012. године, вероватно због губитка међуплимних подручја за окупљање у Жутом мору. Изградња морских зидова и рекултивација муљевитих равница довели су до критичног смањења залиха хране за птице селице, посебно подврсте попут Limosa lapponica menzbieri које се ослањају на естуар Јалу Ђијанг и на својим миграцијама ка северу и ка југу. Број јединки врсте Limosa lapponica baueri је опао на Новом Зеланду са преко 100.000 крајем 1980-их на 67.500 у 2018. години. У међувремену, попис мочвара спроведен од стране организације Bird New Zealand 1983. године и открили су да је број лапонских муљача на Новом Зеланду такође опао у последњих 35 година, са 101.000 у периоду 1983–1993. на 78.000 у периоду 2005–2019. Пад броја лапонских муљача вероватно је повезан са губитком и деградацијом станишта у близини Жутог мора. Прилично су осетљиви и лако се уплаше, што их спречава да их узнемиравају на склоништима током плиме, што доводи до стреса јер не могу да се одморе. Морамо допринети њиховим мерама заштите како бисмо помогли у одржавању њихове популације ограничавањем приступа људи, стварањем заштићених зона и одржавањем безбедне удаљености од лапонских муљача. Године 2024, Limosa lapponica baueri и Limosa lapponica су наведене као угрожене врсте према аустралијском Закону о заштити животне средине.
Лапонска муљача је једна од врста на које се примењује Споразум о очувању афричко-евроазијских птица селица водених станишта  AEWA ). На Новом Зеланду врста је заштићена Законом о дивљим животињама из 1953. године.

## Галерија
- Јаје
- Limosa lapponica baueri у Тасманији, Аустралија (обратите пажњу на пруге на репу)
- Птица у гнездећем перју Сендбенкс, Пул, Дорсет
- У лету, Дорсет
- Limosa lapponica lapponica у негнездећем перју, Шпанија

### Идентификација
- Vinicombe, Keith (1. 1. 2010). „Black-tailed and Bar-tailed Godwits”. Birdwatch. Архивирано из оригинала 30. 11. 2016. г. Приступљено 24. 4. 2011.